# Schillat-Höhle
Die Schillat-Höhle ist eine Schauhöhle mit Tropfsteinformationen im Süntelgebirge im Weserbergland in Niedersachsen.

## Lage
Die Schillat-Höhle befindet sich in Hessisch Oldendorf südlich des Ortsteils Langenfeld auf der Nordseite des Süntel in einem Steinbruchgelände auf dem Riesenberg.

## Schauhöhle
Im Süntel wird seit Jahrzehnten Korallenoolith (Kalkstein aus dem Oberen Jura) abgebaut. Dabei entdeckte der Sprengmeister Hartmut Brepohl 1992 in einem Steinbruch bei Langenfeld eine Höhle. Benannt wurde sie nach dem Sinterchronologen Bodo Schillat, welcher bereits 1969 im Bereich desselben Steinbruchs eine Tropfsteinhöhle im Riesenberg entdeckt hatte. Diese damals entdeckte, rund 1.100 Meter lange Höhle wurde „Riesenberghöhle“ getauft. Es handelte sich dabei um eine geologisch besonders wertvolle Höhle, die untersucht, dokumentiert, unter Naturschutz gestellt und zum Schutz vor Beschädigungen wieder verschlossen wurde.
Die 1992 entdeckte Schillat-Höhle ist rund 180 Meter lang und liegt in einer Tiefe von 45 Metern. Die Hälfte der einst über 400 Meter langen Höhle fiel dem Gesteinsabbau zum Opfer. Es handelt sich dabei um eine trockengefallene Flusshöhle mit Wassererosionsspuren und einigen wenigen Tropfsteinen. Sie wurde zu einer Schauhöhle ausgebaut und im August 2004 für Besucher geöffnet. Der Höhleneingang liegt 36 Meter unterhalb der Steinbruchkante und ist über einen verglasten Aufzug zu erreichen.
Im Innern der Schauhöhle befinden sich neben verschiedenen Tropfsteinformationen zahlreiche Fundstücke, die in Vitrinen präsentiert werden. Es werden unterschiedliche Gesteinsarten, Mineralien, Tropfsteine, Fossilien der Jurazeit, Sinterperlen und seltene Kalzitkristalle, sogenannte Korallen, gezeigt. Außerdem beinhaltet die Höhle das Deutsche Archiv für Sinterchronologie. Eine künstlich geschaffene Verbindungsröhre zwischen zwei Höhlenabschnitten zeigt nachgebildete Höhlenmalereien. Für die Besucher werden Führungen angeboten. Dabei wird die verschlossene Riesenberghöhle mit ihren geologischen Schätzen in einer 3D-Dia-Show vorgestellt.

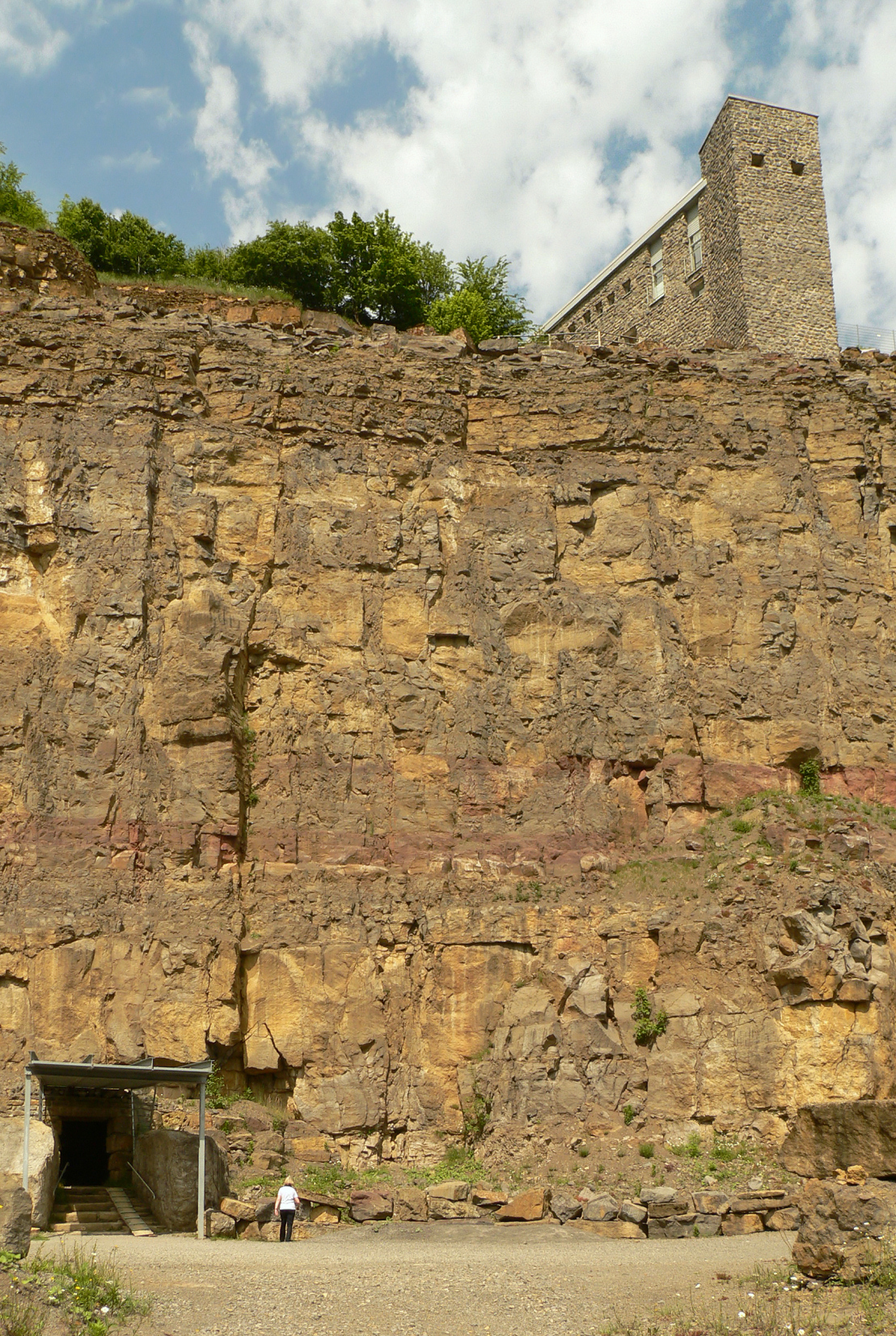
Zugang zur Höhle vom Steinbruch
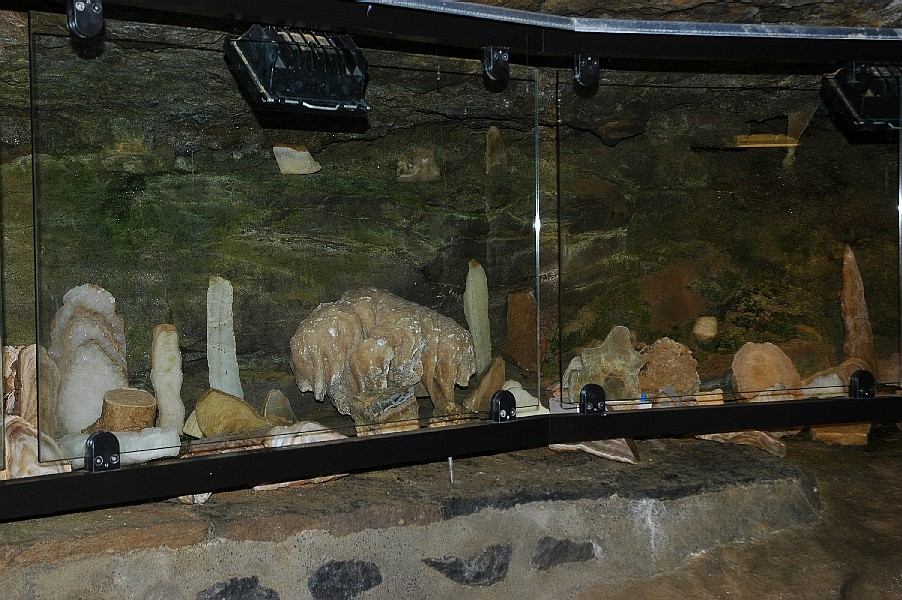
In der Höhle ist das Deutsche Archiv für Sinterchronologie ausgestellt
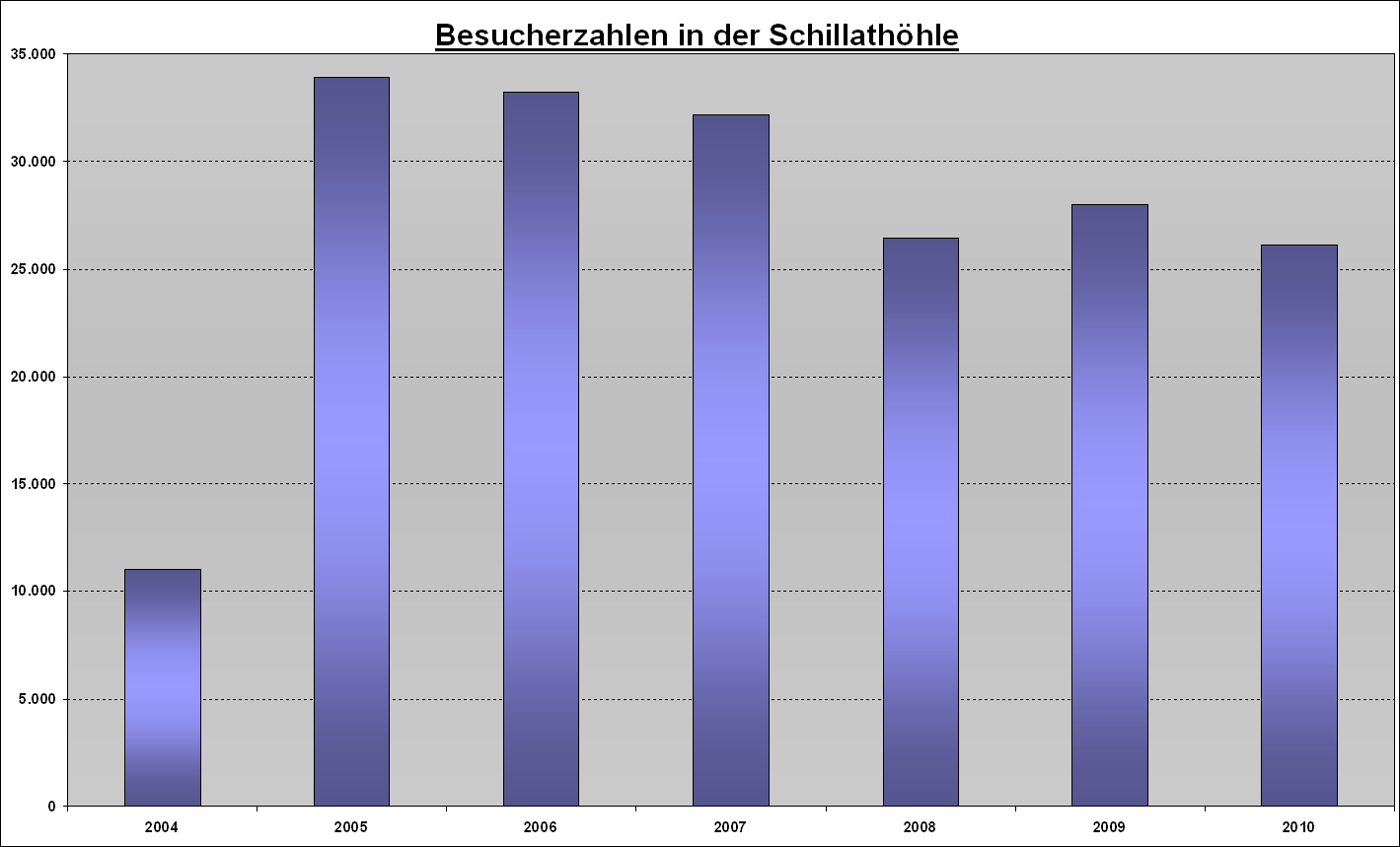
Besucherzahlen seit der Eröffnung